# Discours de Phnom Penh

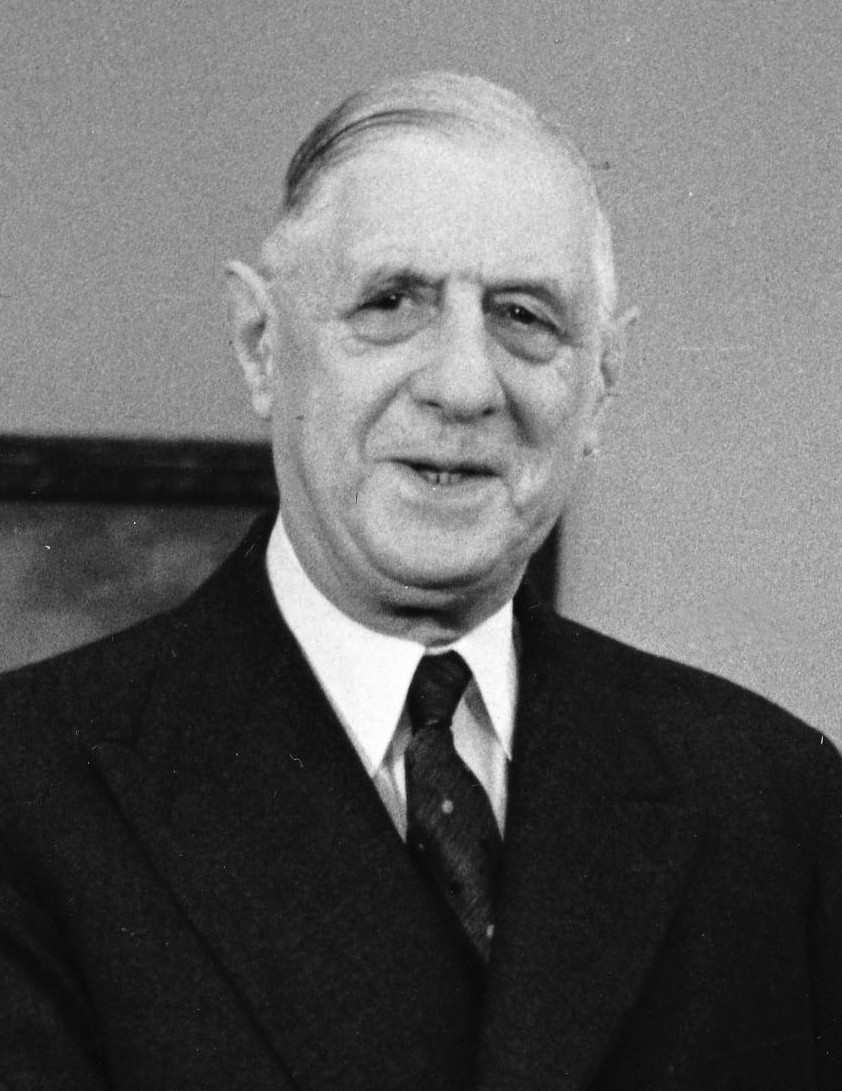
Charles de Gaulle, en 1963.

Le discours de Phnom Penh est un discours prononcé par le président de la République française Charles de Gaulle dans le stade olympique de la capitale du Cambodge, Phnom Penh, le 1er septembre 1966, devant une foule de plus de 100 000 personnes.

## Contexte
Durant sa brève existence, la Quatrième République a tenu une politique étrangère en grande partie atlantiste. Depuis son retour au pouvoir en 1958, Charles de Gaulle a revendiqué la souveraineté et l'indépendance française, voulant constituer une alternative aux deux blocs dominés par les États-Unis et l'URSS. Et cela dans une logique similaire de celle de la conférence de Belgrade de 1961, du Mouvement des non-alignés, le Cambodge en étant d'ailleurs partie prenante.
De Gaulle cherche à soutenir les États qui, comme lui, souhaitent une alternative à la domination des deux « Grands ». À ce propos, le 20 août 1966, Norodom Sihanouk, chef d'État du Cambodge, interrogé par le journaliste français François Chalais pour l'ORTF, déclare que « depuis le retour au pouvoir du général de Gaulle, la France accorde un soutien résolu à notre politique d'indépendance, de paix et de non-alignement, ainsi qu'à la défense de notre intégrité territoriale. Elle consent, en outre, une aide inconditionnelle généreuse à notre édification nationale. C'est l'unique puissance occidentale qui reconnaisse sans réticence ni équivoque l'authenticité de notre neutralité et les progrès que nous avons réalisés par nos propres efforts et sacrifices ».
Depuis 1959, les États-Unis combattent au Viêt Nam, ancienne région de l'Indochine française, eux qui avaient critiqué l'intervention militaire française dans ces territoires quelques années auparavant. Ce discours est donc l'occasion pour de Gaulle de montrer, d'une part, que la France s'intéresse toujours à ses anciennes colonies et d'autre part, que la France n'adhère pas nécessairement à la politique étrangère des États-Unis. Comme une revanche, de Gaulle critique à son tour l'intervention américaine au Viêt Nam.
Dans ce discours, de Gaulle affirme « le droit des peuples à disposer d'eux-mêmes », une déclaration rendue possible par la décolonisation de l'Algérie et qui constitue une rupture avec la politique étrangère française précédente qui était basé sur un fort attachement à l'Empire colonial. Après avoir connu un isolement diplomatique pendant la guerre d'Algérie, de Gaulle peut cette fois affirmer l'attachement au principe de la décolonisation.

## Le discours
« Je déclare ici que la France approuve entièrement le Cambodge quant à l’effort qu’il déploie pour se tenir en dehors du conflit et qu’elle continuera dans ce but à lui apporter son soutien et son appui. Oui. Oui, la position de la France est prise. Elle l'est par la réprobation, par la condamnation qu’elle adresse en ce qui concerne les actuels évènements. Cette position est prise aussi par sa résolution de n’être pas, où que ce soit et quoi qu’il arrive, automatiquement impliquée dans l’extension éventuelle du drame et de garder les mains libres. Mais, elle l'est encore par l’exemple qu’elle a donnée en Afrique du Nord en mettant délibérément un terme à des combats stériles. Sur un terrain que, pourtant, ses forces dominaient sans conteste, qu’elle administrait depuis 132 ans et où elle avait implanté plus d’un million de ses enfants. 
Mais, comme ses combats n’engageaient ni son honneur ni son indépendance et qu’à l’époque où nous sommes, ils ne pouvaient conduire à rien qu’à des pertes, des haines et des destructions sans cesse accrues, la France a voulu et a su s’en sortir sans que, bien au contraire, en aient souffert son prestige, sa puissance et sa prospérité. Eh bien, la France considère que les combats qui ravagent l’Indochine, n’apportent par eux-mêmes, eux non plus, aucune issue. Suivant elle, s’il est invraisemblable que l’appareil guerrier américain puisse jamais être anéanti sur place, d’autre part, il n’y a aucune chance que les peuples de l’Asie se soumettent à la loi d’un étranger venu de l’autre rive du Pacifique quelles que puissent être ses intentions et quelle que soit la puissance de ses armes. Bref, si longue et dure que doive être l’épreuve il est certain aux yeux de la France qu’elle n’aura pas de solution militaire. Dès lors, et à moins que le monde ne roule vers la catastrophe, seul un règlement politique pourrait rétablir la paix. 
Comme les conditions de ce règlement sont bien claires et bien connues, on peut encore espérer, tout comme celui de 1954, que l’accord aurait pour objet d’établir et de garantir la neutralité des peuples de l’Indochine et leurs droits de disposer d’eux-mêmes tels qu’ils sont effectivement et chacun étant responsable entièrement de ses propres affaires. Les contractants seraient donc les pouvoirs qui s’y exercent réellement et, parmi les autres États, tout du moins les cinq puissances mondiales. Mais, la possibilité et, à plus forte raison, l'ouverture d’une aussi vaste et difficile négociation dépendrait évidemment de la décision et de l’engagement qu’auparavant aurait voulu prendre l’Amérique de rapatrier ses forces dans un délai convenable et déterminé. Sans nul doute une telle solution n’est aujourd’hui pas mûre du tout, à supposer qu’elle ne le devienne jamais. 
Mais la France juge nécessaire d’affirmer qu’à ses yeux il n’en existe aucune autre. A moins de condamner le monde à des malheurs grandissants. La France le dit au nom de son expérience et de son désintéressement et en raison de l’œuvre qu’elle a naguère accompli dans cette région de l’Asie, des liens qu’elle a conservés, des liens qu’elle continue de porter aux peuples qui l’habitent et dont elle sait qu’ils le lui rendent bien. Elle le dit à cause de l’amitié exceptionnelle et deux fois séculaire, qu’elle a pour l’Amérique et de l’idée qu’elle s’en fait depuis longtemps et que celle-ci se fait d’elle-même. A savoir celle d’une nation championne de la conception selon laquelle il faut laisser chaque peuple disposer à sa façon de son propre destin. Elle le dit compte tenu des avertissements que Paris a multipliés à l’égard de Washington quand rien n’avait encore été accompli d’irréparable. Elle le dit avec la conviction qu’au degré de puissance, de richesse, de rayonnement auxquelles sont actuellement parvenus les États-Unis, le fait de renoncer à leur tour à une expédition lointaine qui apparait sans bénéfice et sans justification et de lui préférer un arrangement international organisant la paix et le développement dans cette importante région du monde n’aurait rien qui puisse blesser leur fierté, contrarier leur idéal et nuire à leurs intérêts. 
Au contraire, si les États-Unis prenaient cette voie conforme au génie de l’Occident, quelle audience recouvraient-ils à l’autre bout du monde et quelle chance recouvrerait la paix sur place et partout ailleurs ! En tout cas, faute d'en venir là, aucune médiation n’offre ni n’offrira aucune perspective. Et c’est pourquoi la France pour sa part n’en a jamais proposé et n’en propose aucune. Où donc mieux qu’à Phnom-Penh n’aurait je pu formuler cette espérance et cette attitude puisque ce sont aussi celle du Cambodge. Puisque l’active amitié de nos gouvernements et de nos peuples est toujours plus vivante que jamais, puisqu'en voici la preuve inoubliable ! Vive le Cambodge ! »

## Conséquences
Si le discours eut un certain retentissement en France, il est difficile de lui trouver une incidence sur le cours des événements qui allaient suivre. Les Américains, premiers visés par l'allocution, ne témoignèrent qu’un léger agacement et ne modifièrent en rien leur position sur la guerre au Viêt Nam. La période qui suit correspond à une perte progressive de l’influence de Sihanouk sur les affaires du Cambodge. Alors que la présence des troupes du Việt Cộng se faisait de jour en jour plus sentir à l’est, les élites pro-américaines prenaient une importance croissante à Phnom Penh, jusqu’à déposer le prince en 1970, choisissant l’alignement sur Washington qui allait précipiter le pays dans la guerre.
À la suite de cette déclaration, le gouvernement de Saigon, conscient qu'il ne pourrait pas résister militairement au Nord, choisit de rompre ses relations diplomatiques avec Paris. Il fut ensuite interdit à tout ressortissant vietnamien de se rendre en France, notamment pour y poursuivre des études.